# Dušan Živković
Dušan „Dule“ Živković (* 8. April 1986) ist ein österreichischer Fußballspieler auf der Position eines Stürmers. Ab 2007 spielte er für den FC Trofaiach in der fünftklassigen steirischen Oberliga Nord.

## Karriere
Živković begann seine aktive Karriere als Fußballspieler im Jahre 1996 in den Jugendmannschaften des DSV Leoben. Im Laufe der Jahre arbeitete er sich durch beinahe alle Jugendauswahlen und wurde aber der Saison 2002/03 zu anderen unterklassigen Vereinen verliehen. So kam er von 2002 bis 2003 in einer Jugendmannschaft des ESV Eisenerz aus Eisenerz im Norden der Steiermark zum Einsatz. Von 2003 bis 2004 wurde Živković an den SC St. Peter/Freienstein verliehen, der seinen Spielbetrieb im obersteirischen Sankt Peter-Freienstein hat. Nachdem er im Jahre 2004 wieder zum DSV Leoben zurückgekehrt war, kam er für einige Jahre bei den Amateuren des Vereins zum Einsatz.
In der Saison 2005/06 kam Živković zu seinem bisher einzigen Profieinsatz, als er am 19. Mai 2006 beim 2:1-Auswärtssieg über den SC Schwanenstadt für die Profimannschaft des DSV Leoben in der Ersten Liga zum Einsatz kam. Dabei wurde er in der 84. Spielminute für Arno Kozelsky eingewechselt.
Bis 2007 spielte er weiter für die Amateurmannschaft seines Stammvereins und wechselte daraufhin zum FC Trofaiach in die fünftklassige steirische Oberliga Nord. Bis dato  kam er für die Oberliga-Mannschaft zu 38 Einsätzen, bei denen er elf Treffer erzielte.